# Demandred
Demandred is een van de dertien verzakers, of -zoals zij zich noemen- uitverkorenen, uit de boekencyclus Rad des Tijds van Robert Jordan.
Voor zijn overgang naar de Duistere heette Demandred Barid Bel Medar. Hij was na Lews Therin Telamon de meeste geëerde en invloedrijke man van zijn tijd. Het woord 'bijna' loopt echter als een rode draad door het leven van Medar. Medar was in allerlei opzichten gerespecteerd, maar moest in alle gebieden Lews Therin boven zich dulden. Zonder Lews Therin zou hij de meest toegejuchte man van zijn tijd zijn.
Aan het begin van de Oorlog van Kracht werd Barid Bel een van de meest vooraanstaande en bijna hoogste generaal in de strijd tegen de Schaduw. Medar had een verfijnde strategische visie en had oog voor tactiek. Medar had eindelijk een gebied gevonden waarop hij Lews Therin kon voorbijstreven. De Zaal der Dienaren stelde Lews Therin echter als opperbevelhebber boven Barid Bel aan en Medar was gedoemd tot tweede man.
De haat en afgunst van Medar jegens Lews Therin groeide en hij besloot over te lopen naar de Duistere. Medar kreeg de naam Demandred en voerde talloze legers van de Schaduw aan. Hij richtte zich volledig op het slagveld, in de hoop ooit tegen Lews Therin te komen te staan en hem te verslaan. Op een gegeven moment ontwikkelde Demandred een ziekelijke drang om iedereen, waarvan hij dacht dat hij/zij hem onteerd had, te straffen. Zo is bekend dat hij tijdens de oorlog alle mensen uit diverse steden door Trolloks heeft laten opeten, omdat hij dacht dat de inwoners hem denigerend hadden bejegend toen hij de naam Barid Medar droeg. Met de meeste verzakers kon Demandred niet goed overweg, al is wel bekend dat hij vaak met Semirhage en Mesaana samenwerkte.
Nadat Demandred uit de verzegeling ontwaakte, ontdekte hij dat Lews Therin allang dood was. Aangezien hij Rhand Altor als incarnatie van Lews Therin zag, droeg hij zijn haat en afgunst op Altor over.